# Albert Wigand (Botaniker)

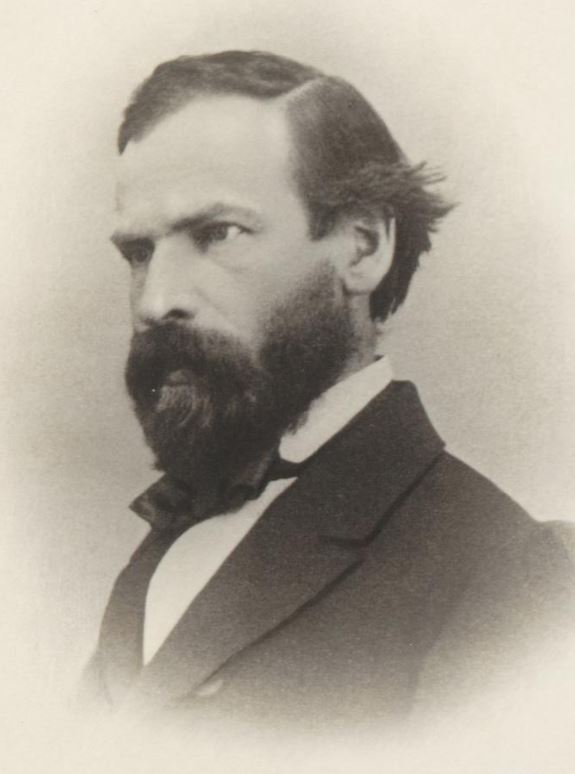
Albert Wigand

Julius Wilhelm Albert Wigand (* 21. April 1821 in Treysa in Hessen; † 22. Oktober 1886 in Marburg) war ein deutscher Botaniker. Sein offizielles Autorenkürzel der Botaniker und Mykologen lautet „Wigand“.

## Leben
Wigand war der Sohn des Apothekers Friedrich Wigand und der Sophie Kulenkamp. Seine Großmutter väterlicherseits, Anna Dorothea Wigand, war Tochter der Ärztin Dorothea Christiane Erxleben und des Diakons Johann Christian Erxleben.
Er studierte zunächst an der Philipps-Universität Marburg Naturwissenschaften. Am 19. Dezember 1840 wurde er im Corps Teutonia Marburg recipiert. Er wurde später Ehrenphilister des pharmazeutisch-naturwissenschaftlichen Vereins „Pharmacia“, dem Vorläufer der heutigen Landsmannschaft Hasso-Borussia Marburg. Er wechselte an die Friedrich-Wilhelms-Universität zu Berlin und die Universität Jena. 1846 wurde er in Marburg zum Dr. phil. promoviert. Seit 1851 außerordentlicher Professor, wurde er 1860 Direktor des Botanischen Gartens und des Pharmakognostischen Instituts in Marburg. 1861 kam er auf den Marburger Lehrstuhl für Botanik. Seine Forschungszweige waren Morphologie, Teratologie, Anatomie und Physiologie der Pflanzen. Trotz einer Reihe von falschen Vermutungen war er in Fachkreisen angesehen, vor allem durch seine Werke: Grundlegung der Pflanzenteratologie (1850) und Eine Reihe von Beobachtungen an Bildungsabweichungen aus dem Pflanzenreich (1854). Als tiefgläubiger Christ widersprach er der Lehre von Charles Darwin. Er legte seine Sichtweise im Werk: Der Darwinismus und die Naturforschung Newton’s und Cuvier’s (3 Bände, 1874–77) dar.
Von Wigand, in der Literatur meist Albert Wigand genannt, stammen zahlreiche Erstbeschreibungen von Pilzen und Algen, so beschrieb er als erster den Schleimpilz Hemitrichia abietina (1863, als Trichia abietina) und die Kieselalge Cocconeis radiata.
Verheiratet war er mit Emma geb. Vorster aus Hamborn. Aus der Ehe gingen zwei Söhne und vier Töchter hervor. Der Künstler Albert Wigand war ein Enkel. Sein Schwiegersohn war der Schweizer Geistliche Eduard Blocher.

## Ehrungen

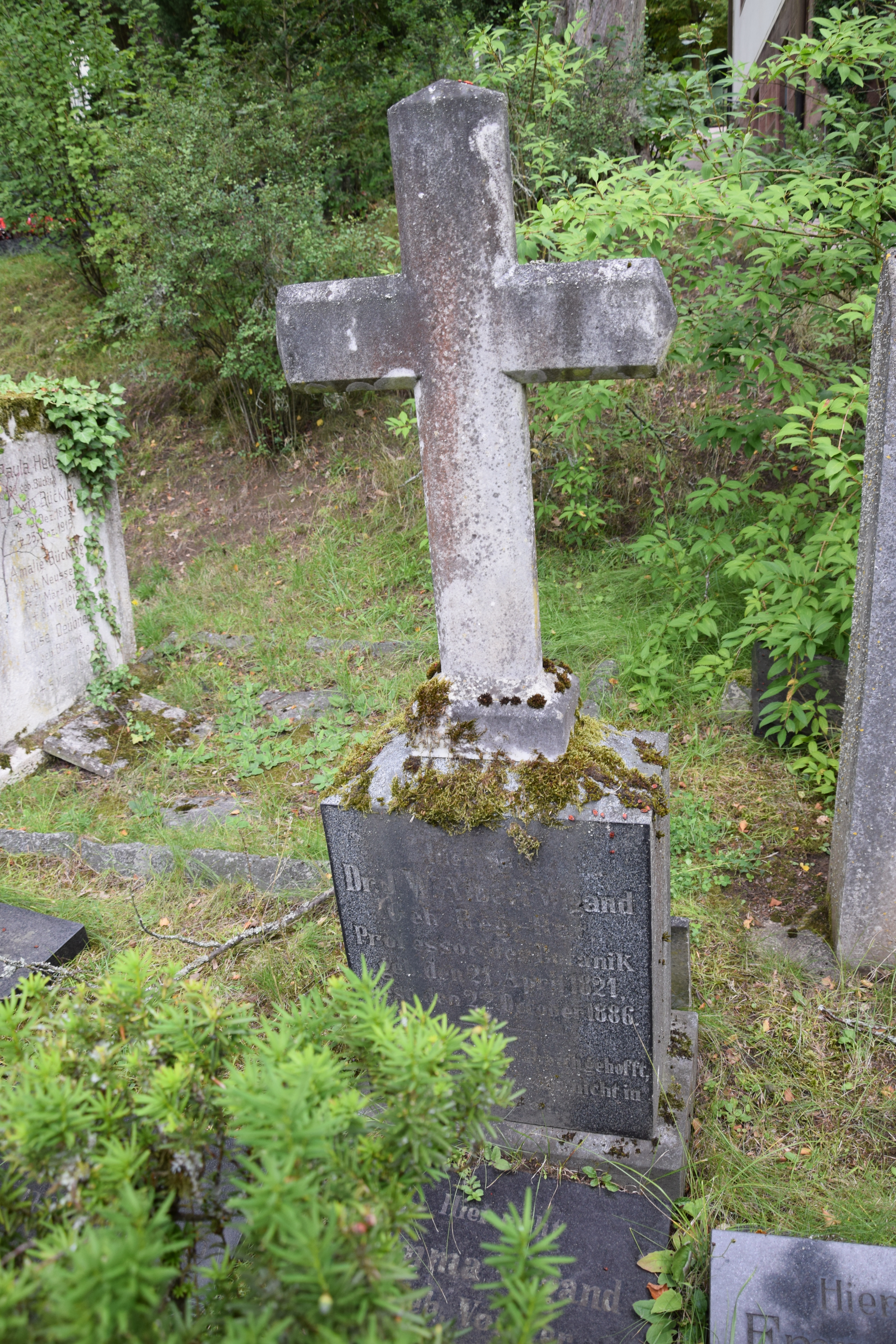
Grab von Albert Wigand auf dem Marburger Hauptfriedhof (2017)

1877 wurde er in die Deutsche Akademie der Naturforscher Leopoldina gewählt. Die Kieselalge Cocconeis wigandii wurde durch Gottlob Ludwig Rabenhorst ihm zu Ehren benannt. 1885 wurde er als Geheimer Regierungsrat charakterisiert.